# Kompleks startowy nr 45 kosmodromu Bajkonur
Kompleks startowy 45 – rosyjski (dawniej radziecki) kompleks startowy w kosmodromie Bajkonur (Kazachstan) przeznaczony dla rakiet z rodziny Zenit. Składa się z dwóch wyrzutni, z których jedna jest nadal w użyciu. Główna wyrzutnia to kompleks 45/1, który został ukończony w 1983 roku po pięciu latach budowy. Kompleks 45/2, został ukończony w 1990 roku, ale został zniszczony podczas katastrofy w tym samym roku.
Pierwszy start z kompleksu nr 45, przy użyciu wyrzutni 45/1, miał miejsce 13 kwietnia 1985 roku. Był to lot testowy rakiety Zenit-2 i zarazem pierwszy lot rakiety Zenit. Start nie powiódł się. Później odbył się drugi, udany lot testowy, który rozpoczął się 21 czerwca 1985 o 08:21 GMT. Pierwszy start z wyrzutni 45/2 miał miejsce 22 maja 1990 roku, kiedy to Zenit-2 z powodzeniem wyniósł satelitę Tselina-2 ELINT. Przy następnym starcie, również z wyrzutni nr 2, silnik RD-171 pierwszego członu zawiódł pięć sekund po starcie, a rakieta spadła z powrotem na wyrzutnię z wysokości około 70 metrów. W wyniku eksplozji wyrzutnia została całkowicie zniszczona. Starty zostały wznowione z pierwszej wyrzutni około 10 miesięcy później, drugi kompleks nigdy nie został odbudowany.
29 czerwca 2007 roku wystartował pierwszy Zenit-2M, zaś 28 kwietnia 2008 – pierwszy Zenit-3SLB.
Na obu wyrzutniach wybudowano urządzenia do obsługi startów załogowych. Obejmowały one m.in. duże mobilne wieże serwisowe, które pozwoliłyby załodze wejść na pokład statku kosmicznego na szczycie rakiety. Wieże te nigdy nie były używane, ponieważ rakiety Zenit nie są używane do załogowych misji. Wieża przy kompleksie 45/1 jest nadal w nienaruszonym stanie, wieża przy 45/2 również stoi, ale została poważnie uszkodzona w wyniku eksplozji w październiku 1990 roku. Wieże nie są używane w bezzałogowych operacjach startowych, ponieważ wszystkie systemy są zautomatyzowane i nie jest wymagany dostęp do rakiety.